# Centla
Centla è una municipalità dello stato di Tabasco, nel Messico meridionale, il cui capoluogo è la città di Frontera.
La municipalità conta 102.110 abitanti (2010) e ha un'estensione di 2.701,9 km².
Il significato del nome della località in lingua nahuatl significa In mezzo al campo di grano.